# NGC 5173
NGC 5173 é uma galáxia elíptica (E) localizada na direcção da constelação de Canes Venatici. Possui uma declinação de +46° 35' 32" e uma ascensão recta de 13 horas, 28 minutos e 25,2 segundos.
A galáxia NGC 5173 foi descoberta em 12 de Maio de 1787 por William Herschel.